# Casa Bruno Cuadros
La Casa Bruno Cuadros o dels Paraigües és un edifici situat a la Rambla, el Pla de la Boqueria i el carrer del Cardenal Casañas de Barcelona, catalogat com a bé cultural d'interès local.

## Història
Cap al 1790-1791, el pintor Manuel Tramulles va bastir la seva casa en aquest indret, on abans hi havia hagut l'edifici d'oficines de la foneria de canons, i ell mateix en decorà la façana. El 1825, el seu fill Bru, corredor reial de canvis, va demanar permís per a fer-hi reformes. El 1858, el comerciant Bru Cuadros i Vidal, natural de Biosca (Segarra), va fer reconstruir de nova planta l'edifici, on tenia una botiga de paraigües, ombrel·les, ventalls i mantons: «Rambla de San José, 2, Gran fábrica de paraguas y sombrillas. Telas de seda y algodon: mangos, cordones, placas, abrazaderas y todo lo concerniente al ramo. Armazones y puños de todas clases. Remesas á provincias, extranjero y Ultramar. D. Bruno Cuadros.»
Entre 1883 i 1885, la casa i la botiga van ser completament remodelades per l'arquitecte Josep Vilaseca i Casanovas, que en reestructurà els interiors i hi va afegir un quart pis. La decoració de les façanes de tipus orientalista fou dictada pel mateix propietari, atenent-se no només als nous corrents orientalistes, sinó al fet que molts dels objectes i accessoris que es venien a la botiga eren importats del Japó.
L'any 1914 es procedí a la neteja i repintat dels elements de façana. Durant la Guerra Civil, una bomba que no arribà a explotar causà alguns desperfectes en impactar contra la façana del carrer del Cardenal Casañas. L'any 1980 se'n dugué a terme una reforma general (no exempta de polèmiques) per tal d'adaptar-lo com a sucursal de la Caixa d'Estalvis de Sabadell, que acabava de llogar-lo.

## Descripció
És un edifici a tres vents de planta trapezoidal, amb planta baixa, entresol, principal, tres pisos i terrat transitable. Les tres façanes de la casa estructuren les seves obertures en eixos verticals de ritme regular: portals a planta baixa, finestrals a l'entresol, balcons de dimensions decreixent en els pisos superiors i galeria a manera de solana a l'àtic. Totes les façanes presenten la totalitat de llurs acabats en revestits amb morters i estucs. Encara que es tracta d'un edifici a cavall entre l'eclecticisme i el modernisme, s'ha volgut trobar referències a l'arquitectura de l'antic Egipte i són evidents les referències a l'arquitectura tradicional nipona. La planta baixa presenta els seus portals totalment emmarcats per un conjunt d'aparadors de fusta i vidre pintat ornamentats amb motius japonesos policromats amb laques de color negre, blau, vermell i daurat. Aquests aparadors són coronats per una cornisa en forma de falsa teulada de pagoda, amb els angles corbs. L'entresol acull grans finestrals quadrangulars amb els angles convexos tancats amb una complexa traceria de fusta policromada amb els mateixos colors que la planta baixa, en forma de rosassa. Entre finestra i finestra, els murs són ornamentats amb pintures que reprodueixen personatges femenins amb ombrel·les inspirats de la cultura visual dels gravats japonesos.
El pis principal presenta grans obertures a l'exterior tancades per un llarg balcó corregut que enfaixa la totalitat de les façanes amb llur barana de ferro colat. En aquest nivell els murs es presenten revestits a bandes bicolors. Tanmateix, l'element més destacat d'aquest nivell és el gran drac japonès de zenc policromat (obra de Josep Lomas) que sosté, a la cantonada orientada vers la Rambla, un fanal de ferro imitant bambú. Sota aquest drac, un paraigua de zenc completa el que era l'emblema comercial de la botiga que ocupava la planta baixa.
També són de zenc les panòplies de para-sols i ventalls que decoren els murs del segon i tercer pis. L'àtic es manifesta en façana com una solana sobre robustes columnetes. Remata l'edifici una cornisa motllurada i esgrafiada que sosté la barana en forma de gelosia romana que tanca el terrat.
La botiga, molt refeta per la seva reconversió en sucursal bancària, conserva alguns elements estructurals originals, com les columnes de ferro forjat decorades a base de motius japonesos. La mateixa inspiració estètica i iconogràfica és recollida pels vitralls, la fusteria i la decoració pictòrica de sostres i plafons. L'entresol es comunica amb la botiga aquesta per una escala de forja ubicada al bell mig d'un buit en el sostre.

## Galeria
- Decoració d'estil japonès
- Detall del drac amb el fanal i el paraigua, a la cantonada que dona a la Rambla
- El pla de la Boqueria (1873), obra d'Achille Battistuzzi, amb la casa abans de la seva reforma
- Fotografia de Màrius Aguirre (entre 1888 i 1910)